# Straatlantaarn bij Tooting Broadway
De straatlantaarn bij Tooting Broadway is een victoriaanse straatlantaarn die zich bevindt nabij het metrostation Tooting Broadway in Londen. De lantaarnpaal is voorzien van vijf lampen bevestigd op wervelende takken, vergelijkbaar met een kandelaber. Net onder de lampen bevinden zich wegwijzers richting de City of London, Wimbledon, Wandsworth en Croydon. Verder functioneert de voet van de lantaarnpaal als de ventilatieschacht van het publieke toilet van het metrostation.

## Geschiedenis
De straatlantaarn is vervaardigd aan het begin van de 19e eeuw. Sinds 1983 wordt het erkend als historisch erfgoed in het Verenigd Koninkrijk. Eind 2021 werd de straatlantaarn gerenoveerd om het uiterlijk terug te brengen naar de oorspronkelijke staat.
In 1911 werd een standbeeld van Edward VII geplaatst op het verkeerseiland van de straatlantaarn. In 1994 werd het standbeeld verplaatst naar de ingang van het metrostation Tooting Broadway.